# Degermyrbäcken
Degermyrbäcken este o arie protejată (arie specială de conservare — SAC, sit de importanță comunitară — SCI) din Suedia întinsă pe o suprafață de 3,8 ha, integral pe uscat.

## Localizare
Centrul sitului Degermyrbäcken este situat la coordonatele 63°51′13″N 19°13′18″E / 63.8537°N 19.2217°E.

## Înființare
Situl Degermyrbäcken a fost declarat sit de importanță comunitară în decembrie 1998 pentru a proteja 2 specii de plante. Situl a fost protejat și ca arie specială de conservare în martie 2011.

## Biodiversitate
Situată în ecoregiunea boreală, aria protejată conține 2 habitate naturale: Cursuri de apă de la nivel de câmpie la nivel montan, cu vegetație Ranunculion fluitantis și Callitricho-Batrachion, Taiga vestică.
La baza desemnării sitului se află mai multe specii protejate de  plante (2): Hygrohypnum montanum, Ranunculus lapponicus.